# Jagdish Bhagwati

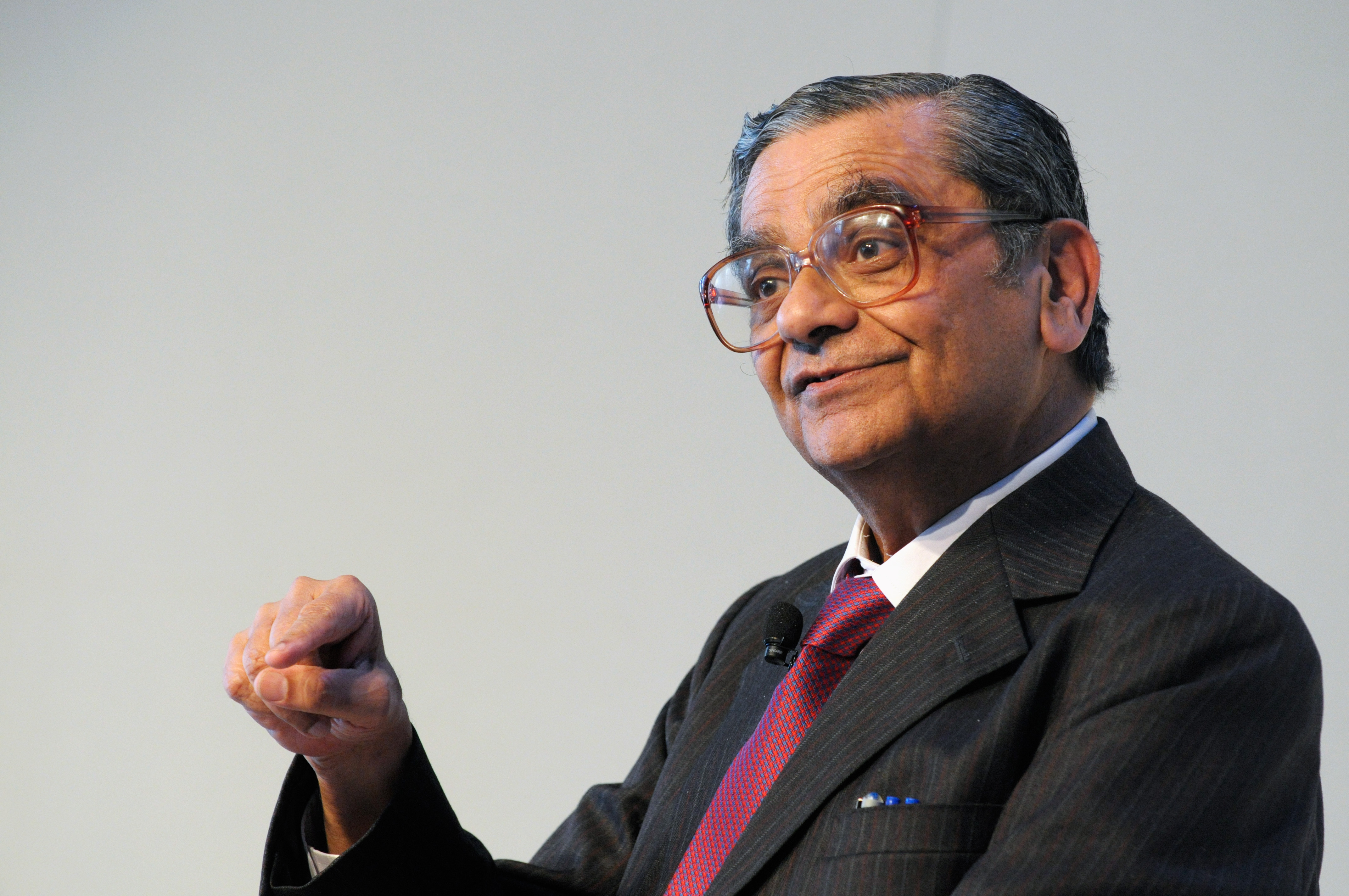
Jagdish Bhagwati, 2008

Jagdish Natwarlal Bhagwati (Bombay, 26 juli 1934) is een prominente econoom bekend om zijn verdediging van globalisering waarbij hij de kritiek van de antiglobalisten serieus neemt en kwesties als armoede en menselijk welzijn niet uit het oog verliest. Hij is hoogleraar in de economie aan Columbia University.

## Jonge jaren
Bhagwati werd geboren in een Gujarati-familie in Bombay en studeerde aan Sydenham College, Mumbai. Hij behaalde een BA in economie van St John's College, Cambridge in 1956 en zijn PhD in economie aan het Massachusetts Institute of Technology in 1967.

## Carrière
Bhagwati is extern adviseur geweest van de directeur-generaal van de Wereldhandelsorganisatie in 2001, speciaal beleidsadviseur omtrent globalisering aan de Verenigde Naties in 2000 en economisch beleidsadviseur van de directeur-generaal van het General Agreement on Tariffs and Trade van 1991 tot 1993. Van 1968 tot 1980 was Bhagwati hoogleraar economie aan het Massachusetts Institute of Technology. Bhagwati is momenteel lid van het academisch adviesbestuur van Human Rights Watch (Azië) en heeft zitting in het academisch bestuur van het Centre for Civil Society. Hij is ook Senior Fellow van de Council on Foreign Relations.

## Onderscheidingen
- In 2006 kreeg hij Japans Orde van de Rijzende Zon, Gouden en Zilveren ster.
- Hij ontving de Lifetime Achievement Award van de Indiase Kamer van Koophandel in 2004.
- In 2000 kreeg hij de Padma Vibhushan-prijs.
- Hij kreeg de Seidman Distinguished Award in International Political Economy in 1998.
- In 1974 ontving hij de Indian Econometric Society's Mahalanobis Memorial Medaille.
- Andere prijzen zijn onder meer de Bernhard Harms Prijs (Duitsland), de Kenan Enterprise Prijs (Verenigde Staten), de Vrijheidsprijs (Zwitserland) en de John R. Commons Prijs (Verenigde Staten).
- Hij ontving ook eredoctoraten van onder meer de Universiteit van Sussex en de Erasmus Universiteit.

## Werken
- Jagdish Bhagwati (2004). In Defense of Globalization. Oxford University Press. ISBN 0-19-517025-3.
- Jagdish Bhagwati (2002). The Wind of the Hundred Days: How Washington Mismanaged Globalization. MIT Press. ISBN 0-262-52327-2.
- James H. Mathis, Jagdish Bhagwati (Foreword) (2002). Regional Trade Agreements in the GATT/WTO: Article XXIV and the Internal Trade Requirement. Norwell/TMC Asser Press. ISBN 90-6704-139-4.
- Jagdish N. Bhagwati (Editor), Robert E. Hudec (Editor) (1996). Fair Trade and Harmonization, Vol. 1: Economic Analysis. MIT Press. ISBN 0-262-02401-2.